# Kreis Stendal
| Kreis Stendal                         | Kreis Stendal                                                 |
| ------------------------------------- | ------------------------------------------------------------- |
| Wappen                                |                                                               |
| Bezirk der DDR                        | Magdeburg                                                     |
| Kreisstadt                            | Stendal                                                       |
| Fläche                                | 954 km² (1989)                                                |
| Einwohner                             | 97.554 (1989)                                                 |
| Bevölkerungsdichte                    | 102 Einwohner/km² (1989)                                      |
| Kfz-Kennzeichen                       | H und M (1953–1990) HT, MU und HV (1974–1990) SDL (1991–1994) |
|                                       |                                                               |
| Der Kreis Stendal im Bezirk Magdeburg |                                                               |

Der Kreis Stendal war ein Landkreis im Bezirk Magdeburg der DDR. Von 1990 bis 1994 bestand er ohne Gebietsänderung als Landkreis Stendal im Land Sachsen-Anhalt fort. Sein Gebiet liegt heute im 1994 vergrößerten Landkreis Stendal und im Landkreis Börde in Sachsen-Anhalt. Der Sitz der Kreisverwaltung befand sich in Stendal.

## Geographie

### Lage
Der Kreis Stendal lag in der Altmark am linken Elbufer. Das wichtigste Gewässer neben der Elbe war der Tanger.

### Nachbarkreise
Der Kreis Stendal grenzte bis 1987 im Uhrzeigersinn im Norden beginnend an die Kreise Osterburg, Havelberg, Tangerhütte, Gardelegen und Kalbe (Milde).
Ab 1988 grenzte er im Uhrzeigersinn im Norden beginnend an die Kreise Osterburg, Havelberg, Genthin, Burg, Wolmirstedt und Gardelegen.

## Geschichte
Am 25. Juli 1952 kam es in der DDR zu einer umfangreichen Verwaltungsreform, bei der unter anderem die Länder der DDR ihre Bedeutung verloren und neue Bezirke eingerichtet wurden. Der damalige Landkreis Stendal gab Gemeinden an die Kreise Osterburg, Kalbe (Milde) und Tangerhütte ab. Aus dem verbleibenden Kreisgebiet wurde der neue Kreis Stendal mit Sitz in Stendal gebildet. Der Kreis wurde dem neugebildeten Bezirk Magdeburg zugeordnet.
Am 1. Januar 1988 wurde der Kreis Stendal um Teile des aufgelösten Kreises Tangerhütte vergrößert.
Am 17. Mai 1990 wurde der Kreis in Landkreis Stendal umbenannt. Anlässlich der Wiedervereinigung der beiden deutschen Staaten wurde der Landkreis 1990 dem wiedergegründeten Land Sachsen-Anhalt zugesprochen. Bei der Kreisreform, die am 1. Juli 1994 in Kraft trat, ging er in den neuen Landkreisen Stendal und Börde auf.

## Einwohnerentwicklung
| Jahr      | 1960   | 1971   | 1981   | 1989   |
| Einwohner | 77.525 | 73.423 | 76.491 | 97.554 |

## Städte und Gemeinden
Nach der Verwaltungsreform von 1952 gehörten dem Kreis Stendal die folgenden Städte und Gemeinden an:
| - Arneburg, Stadt - Badingen - Beelitz - Belkau - Bindfelde - Börgitz - Borstel - Buchholz - Bülitz - Dahlen - Dahrenstedt - Deetz - Döbbelin - Dobberkau - Eichstedt | - Garlipp - Grassau - Grävenitz - Groß Schwechten - Grünenwulsch - Hämerten - Hassel - Heeren - Hohenwulsch - Insel - Jarchau - Käthen - Kläden - Klinke - Langensalzwedel | - Lindtorf - Miltern - Möllenbeck - Möringen - Nahrstedt - Neuendorf am Speck - Peulingen - Querstedt - Rochau - Sanne - Schäplitz - Schartau - Schernikau - Schinne - Schorstedt | - Staats - Staffelde - Steinfeld (Altmark) - Stendal, Stadt - Storkau - Tangermünde, Stadt - Tornau - Uchtspringe - Uenglingen - Vinzelberg - Volgfelde - Vollenschier - Welle - Wittenmoor |

Am 1. Januar 1988 wurde der Kreis Stendal um die folgenden Städte und Gemeinden des aufgelösten Kreises Tangerhütte erweitert:
| - Bellingen - Birkholz - Bittkau - Bölsdorf - Buch - Cobbel | - Demker - Grieben - Grobleben - Hüselitz - Jerchel - Kehnert | - Lüderitz - Ringfurth - Schelldorf - Schernebeck - Schönwalde (Altmark) - Tangerhütte, Stadt | - Uchtdorf - Uetz - Weißewarte - Windberge |

Eingemeindungen bis 1994
| - Belkau, am 1. Juli 1973 zu Schernikau - Börgitz, am 1. Januar 1957 zu Uchtspringe - Borstel, am 1. Juli 1973 zu Stendal - Bülitz, am 1. Januar 1957 zu Grünenwulsch - Dahrenstedt, am 1. Juli 1973 zu Dahlen - Deetz, am 1. Juli 1973 zu Querstedt - Döbbelin, am 1. Juli 1973 zu Insel - Grävenitz, am 1. Juli 1973 zu Schorstedt - Grünenwulsch, am 1. Juli 1973 zu Grassau | - Klinke, am 1. Oktober 1973 zu Badingen - Möllenbeck, am 1. Februar 1967 zu Dobberkau - Neuendorf am Speck, am 1. Oktober 1973 zu Groß Schwechten - Peulingen, am 1. Oktober 1973 zu Groß Schwechten - Schartau, am 1. Januar 1957 zu Rochau - Tornau, am 1. Juli 1973 zu Insel - Vollenschier, am 1. Januar 1957 zu Wittenmoor - Welle, am 1. Juli 1973 zu Dahlen |

## Wirtschaft
Wichtige Betriebe waren unter anderen:
- Stahlmöbel- und Wärmegerätewerk (STIMA) Stendal
- VEB Geologische Erkundung Stendal
- VEB Hansa-Getränke Stendal
- VEB Dauermilchwerke Stendal
- Reichsbahnausbesserungswerk Stendal
- Kernkraftwerk Stendal (nicht fertiggestellt)
- VEB Schiffswerft Tangermünde
- VEB Obst- und Zuckerverarbeitung Tangermünde
- VEB Leimfabrik Tangermünde

## Verkehr
Die F 188 von Gardelegen über Stendal nach Rathenow und die F 189 von Magdeburg über Stendal nach Wittenberge dienten dem überregionalen Straßenverkehr.
Dem Eisenbahnverkehr dienten die Strecken Berlin–Stendal–Oebisfelde, Stendal–Salzwedel, Magdeburg–Stendal–Wittenberge, Borstel–Niedergörne und Stendal–Tangermünde.

## Kfz-Kennzeichen
Den Kraftfahrzeugen (mit Ausnahme der Motorräder) und Anhängern wurden von etwa 1974 bis Ende 1990 dreibuchstabige Unterscheidungszeichen, die mit den Buchstabenpaaren HT, HU und MU und nach der Auflösung des Kreises Tangerhütte die diesem Kreis mit dem Buchstabenpaar HV zugestandenen Unterscheidungszeichen von Anfang 1988 bis Ende 1990 zugewiesen. Die letzte für Motorräder genutzte Kennzeichenserie war HY 45-01 bis HY 99-99.
Anfang 1991 erhielt der Landkreis das Unterscheidungszeichen SDL.